# De Vooroever

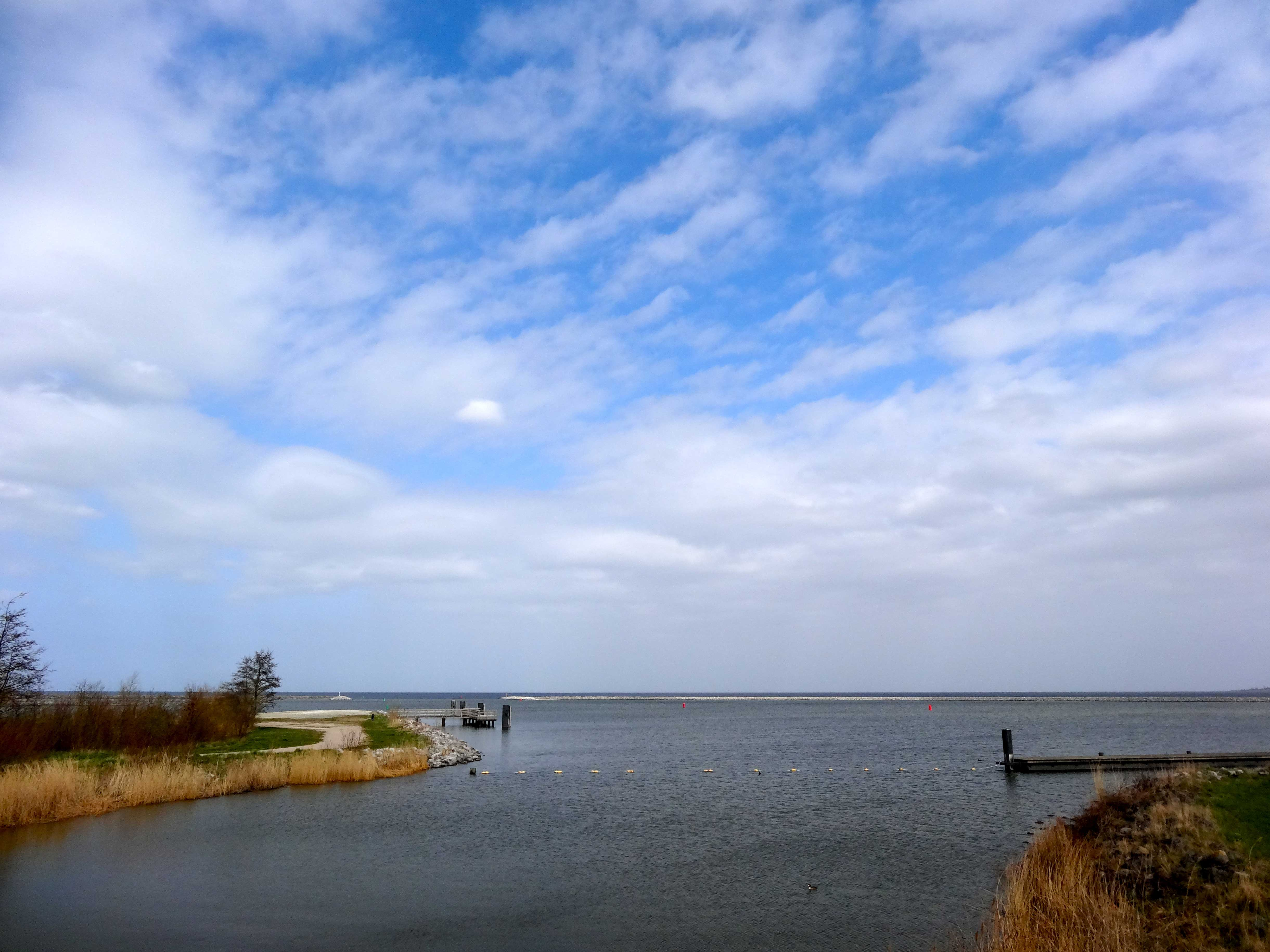
Zicht op het IJsselmeer vanaf De Vooroever

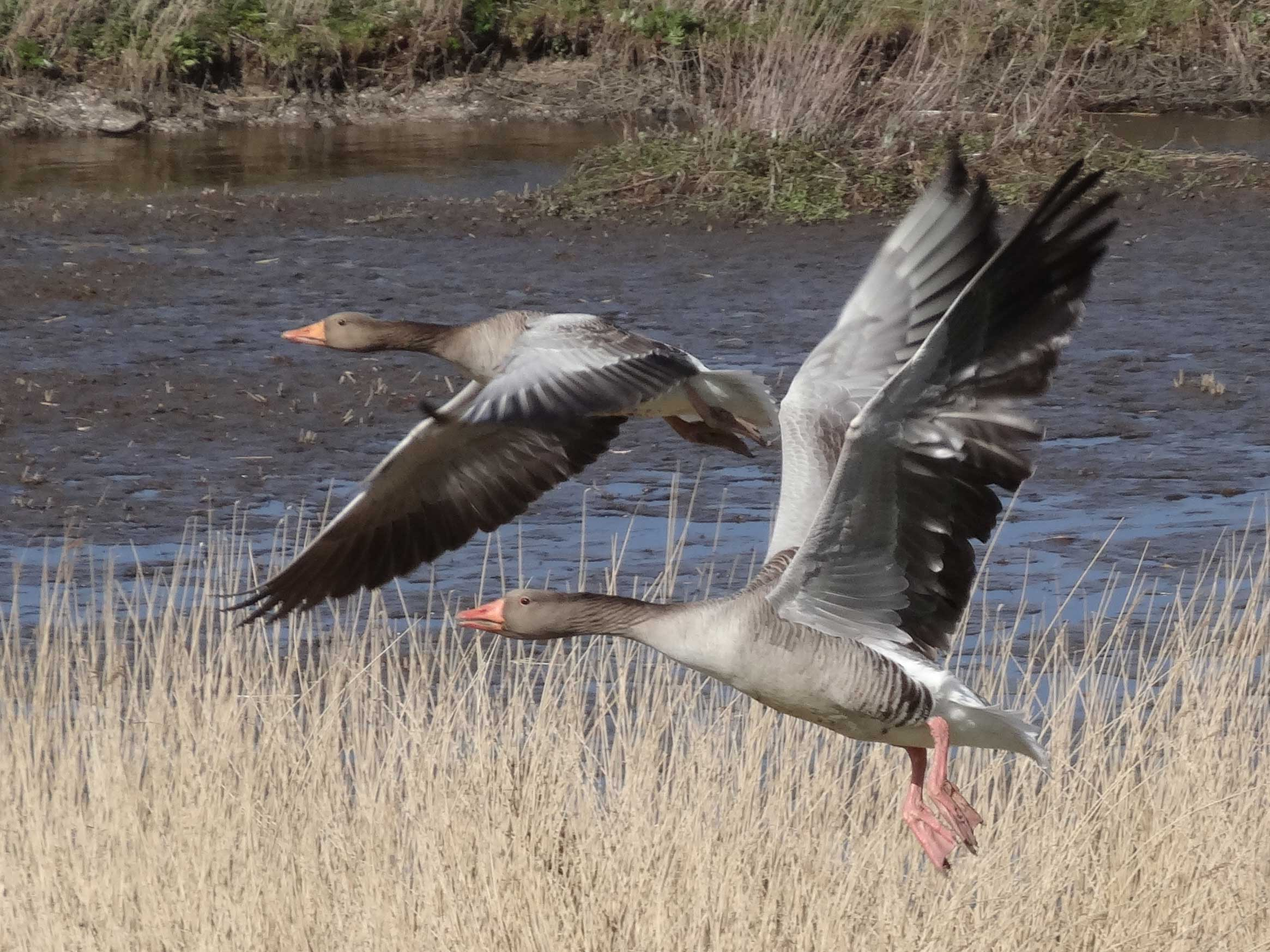
Grauwe ganzen boven De Vooroever (Koopmanspolder) nabij Wervershoof

De Vooroever is een natuur- en recreatiegebied van omstreeks 144 hectare langs de kust van het IJsselmeer tussen Medemblik en Andijk.
Het gebied "De Vooroever" ligt langs de IJsselmeerkust ten oosten van de Oosterdijk in Medemblik en ten oosten van de Zeedijk in Onderdijk, ten noorden van de Kagerdijk in Wervershoof en ten westen van de Dijkweg in Andijk. Het gebied bestaat uit vijf deelgebieden, die een aaneengesloten geheel vormen. Deze deelgebieden zijn:
- Vooroever Vlietsingel bij Medemblik
- Vooroever Droge Wijmers bij Onderdijk
- Vooroever Nesbos bij Onderdijk
- Vooroever Koopmanspolder tussen Wervershoof en Andijk
- Vooroever Andijk bij Andijk

## Vogels in het gebied
In de Vooroever is een aalscholverkolonie, die broedt op de kale bomen op de smalle eilandjes in het IJsselmeer. Verder zijn er in het voorjaar en de zomer onder andere lepelaars, kieviten, tureluurs en grutto's. De lepelaars broeden er ook. Er zijn het hele jaar door grote zilverreigers, grauwe ganzen, kuifeenden en bergeenden te zien. Het is een vogelrijk gebied, want er zijn altijd wel vogels te zien. Een deel van het gebied is rietland en daar zitten veel kleine vogels in, zoals rietgors en rietzanger.

## Wandelen in het gebied
Het fietspad op de dijk gaat later over in een wandelpad en loopt langs de Vooroever ter hoogte van Wervershoof en Onderdijk. Later wordt het weer een fietspad en dat eindigt in Medemblik. Ter hoogte van Wervershoof is er aan het einde van een wandelpad een uitkijktoren, met uitzicht over de eilandjes en het IJsselmeer.